# Hakea amplexicaulis
Hakea amplexicaulis är en tvåhjärtbladig växtart som beskrevs av Robert Brown. Hakea amplexicaulis ingår i släktet Hakea och familjen Proteaceae. Inga underarter finns listade i Catalogue of Life.

## Bilder

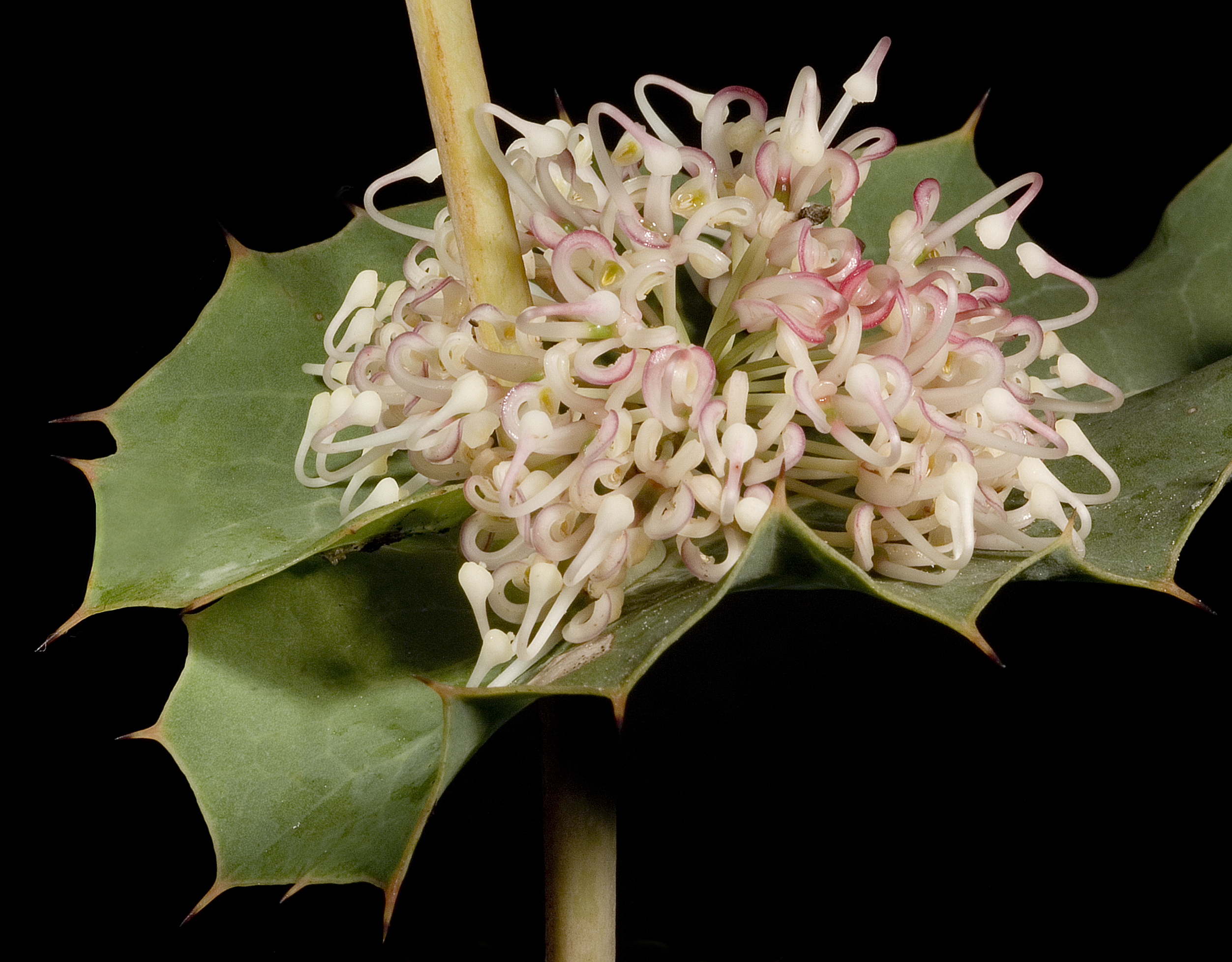
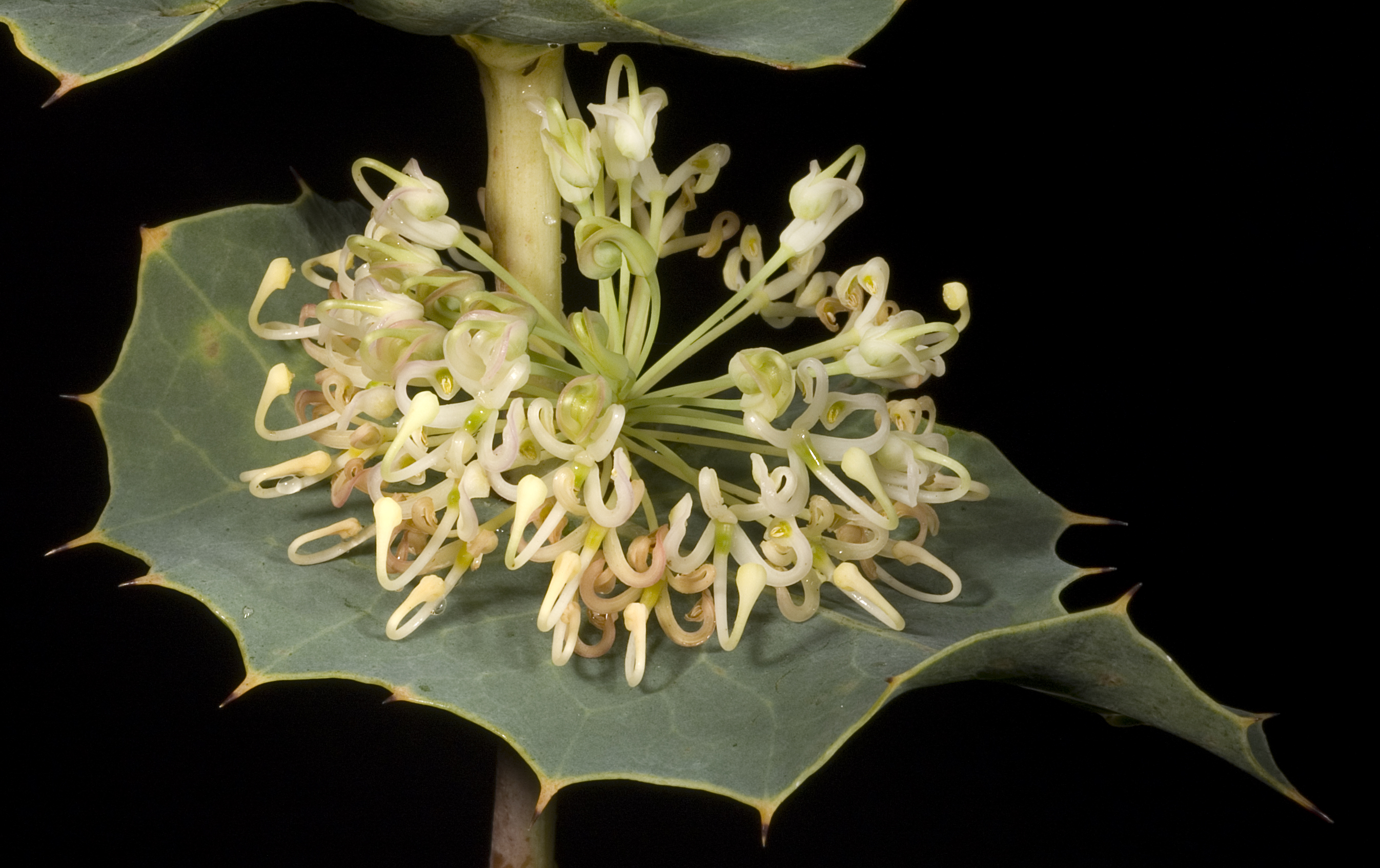
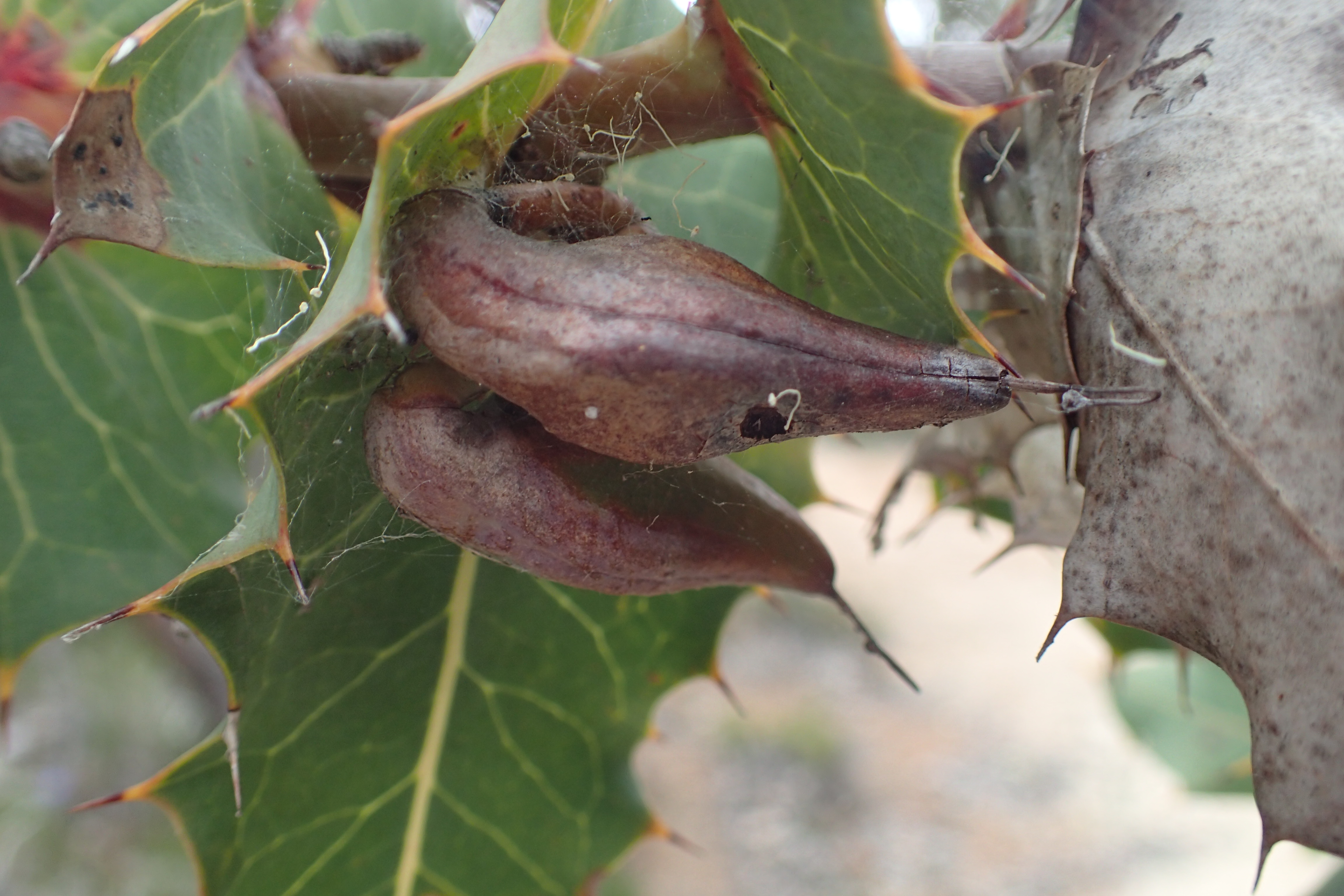